# Angevinische Gotik

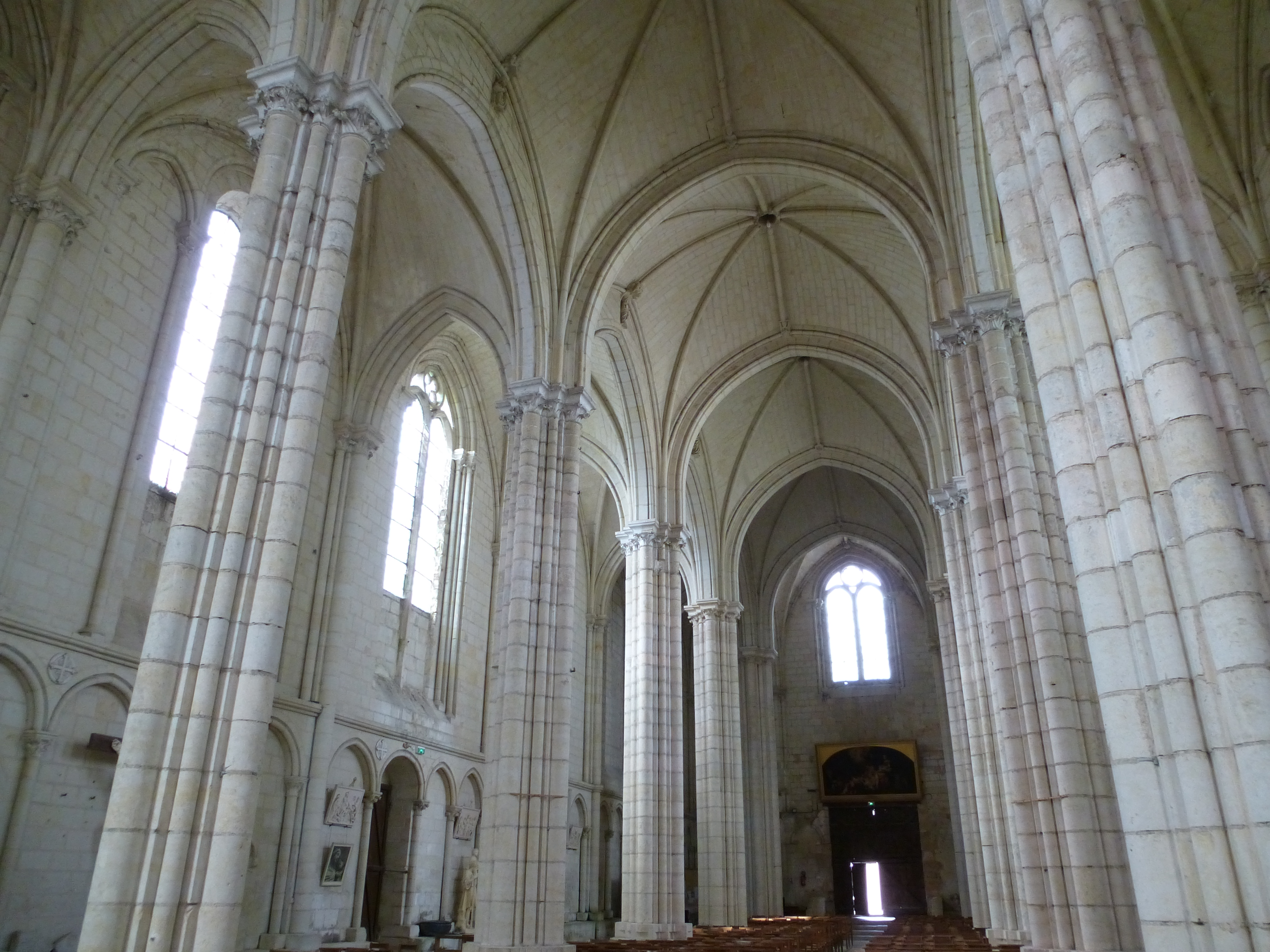
Stiftskirche Notre-Dame, nach 1214, in Le Puy-Notre-Dame, Département Maine-et-Loire

Die Angevinische Gotik ist ein in westlichen Regionen Frankreichs verbreiteter Baustil. Der französische Architekturhistoriker Eugène Viollet-le-Duc bezeichnete sie als „Style ogivale Plantagenêt“, etwa „Plantagenet-Rippen-Stil“.

## Ausgangslage

### Vorherige Bauweisen

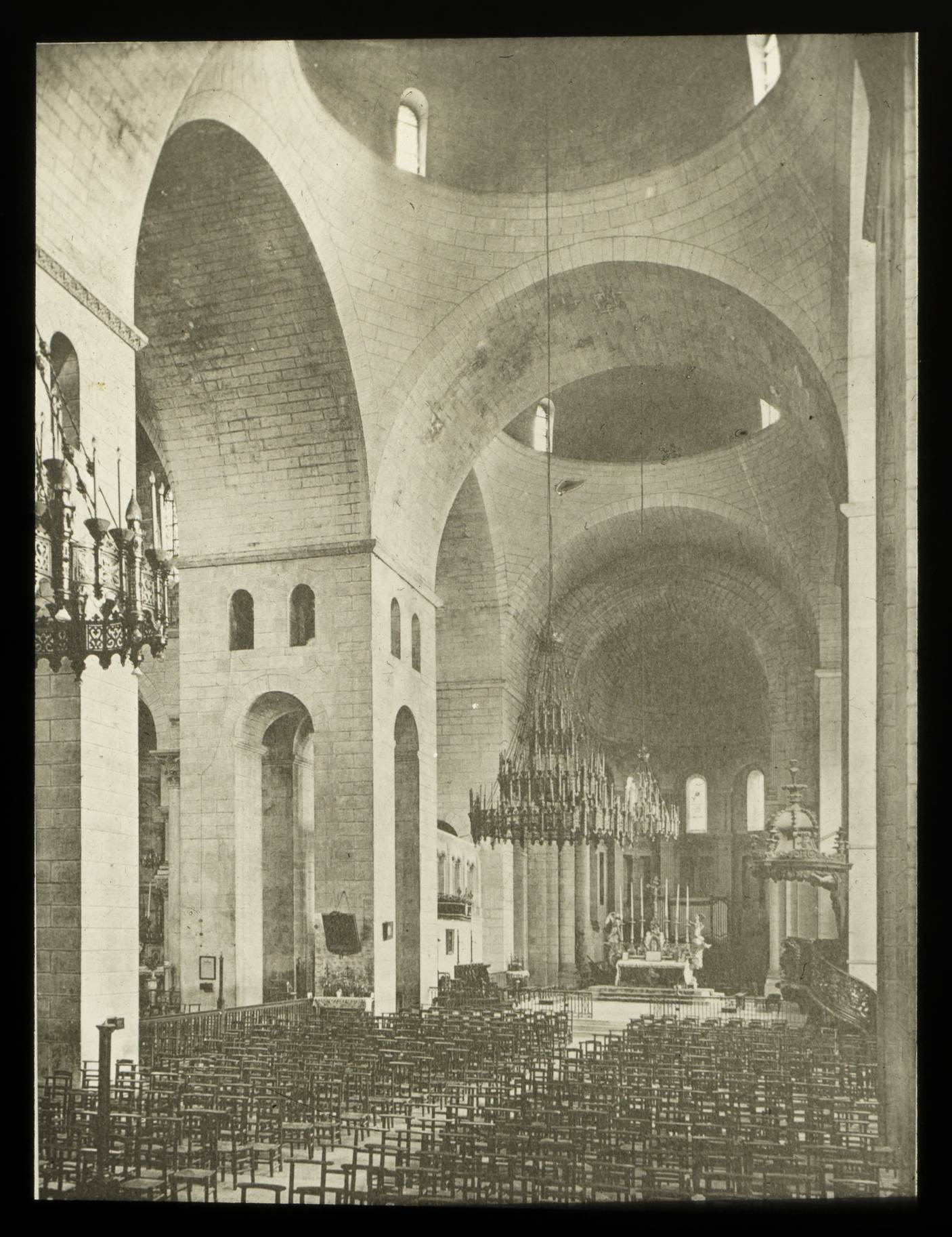
Kathedrale von Périgueux mit „byzantinischen“ Kuppeln

Im 11. und frühen 12. Jahrhundert wurden in Südwestfrankreich Kirchenräume vorzugsweise mit Tonnengewölben gedeckt. Das gilt sowohl für Basiliken als auch für die nicht seltenen Hallenkirchen. Im 12. Jahrhundert konnten die Tonnen auch spitzbogig sein. Kreuzgratgewölbe finden sich in dieser Region vergleichsweise selten. Bei einigen wenigen, aber bedeutenden Kirchen (Kathedralen von Périgueux und von Angoulême und die Abteikirche Fontevraud) verwendete man eine andere Gewölbeform; nicht nur über der Vierung, sondern auch Chorjoch, Querhausarmen und Langhaus errichtete man Pendentifkuppeln, wohl nach byzantinischen Vorbildern.

### Politischer Rahmen
Die Heirat der normannischen Prinzessin, römisch-deutschen Kaiserwitwe und englischen Thronerbin Matilda mit Graf Gottfried V. von Anjou legte 1128 den Keim zur Herrschaft des Hauses Anjou-Plantagenet in England und Teilen Frankreichs. Ihr Sohn Heinrich erlangte durch seine Ehe mit der Herzogin Eleonore von Aquitanien 1152 die Herrschaft über den Südwesten Frankreichs. Nach der Schlacht von Bouvines 1214 kam allerdings die Grafschaft Anjou nördlich der Loire in die Hand der französischen Krone. 
Unter Ludwig VII., seit 1131/1137 König von Frankreich, dem geschiedenen ersten Ehemann Eleonores, entstand im Umfeld von Paris, der Île-de-France, damals der Krondomäne, und ein paar angrenzenden Gebieten, um 1140 die Gotik, gekennzeichnet durch Spitzbögen und aus dem Kreuzgratgewölbe entwickelte Kreuzrippengewölbe.

## Gewölbeformen

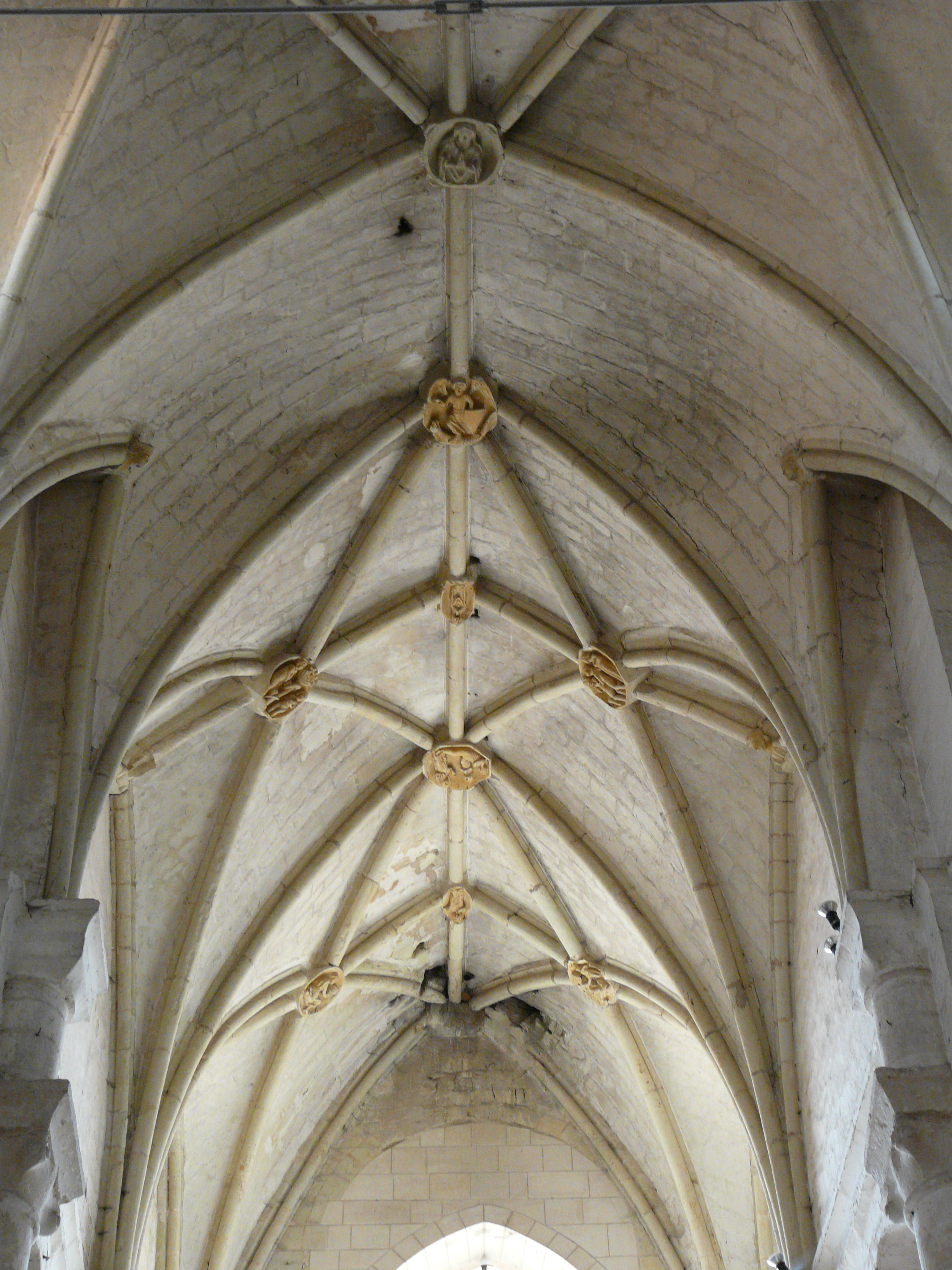
St-Pierre (12./13. Jh.) in Airvault, Netzgewölbe

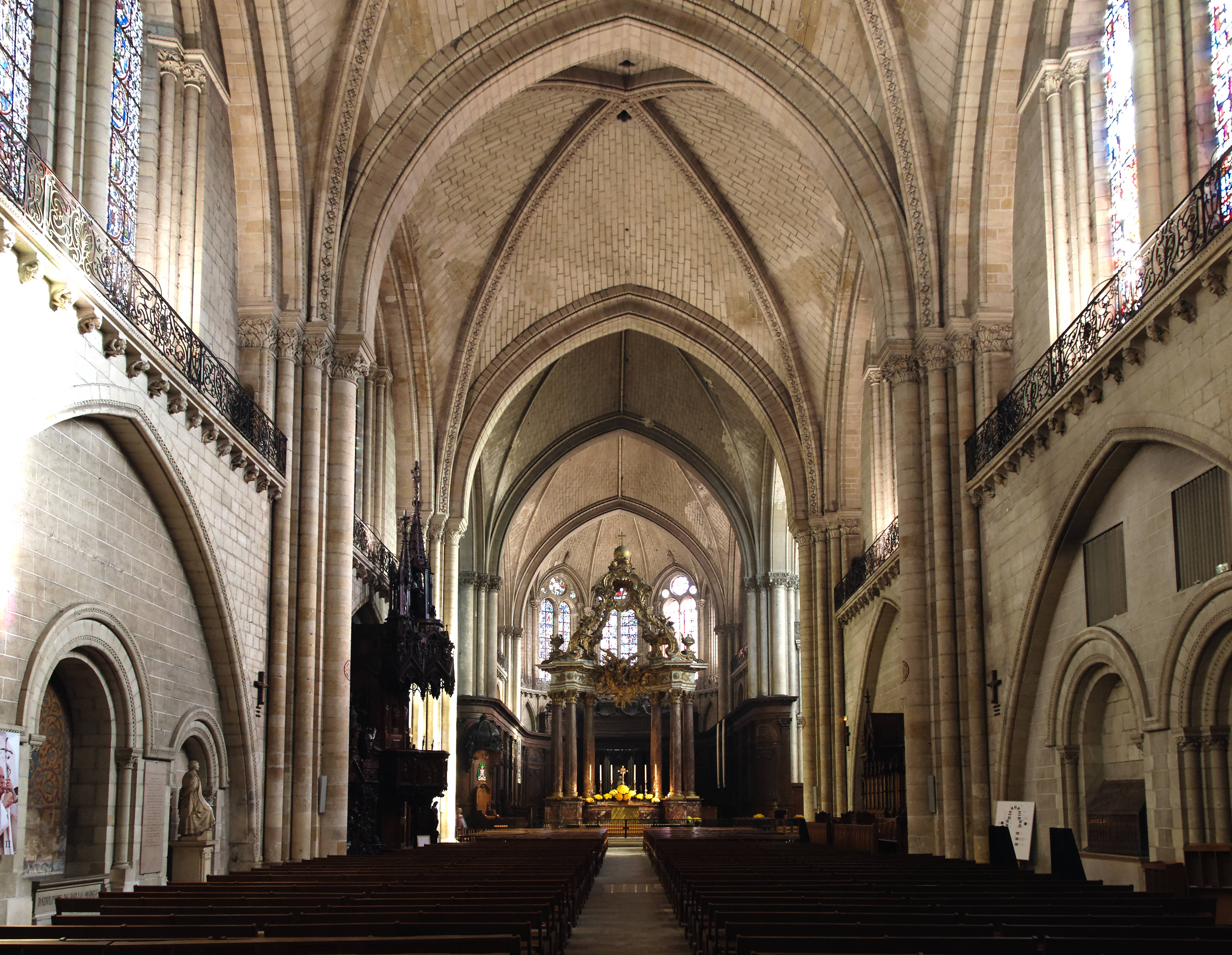
Schiff der Kathedrale von Angers

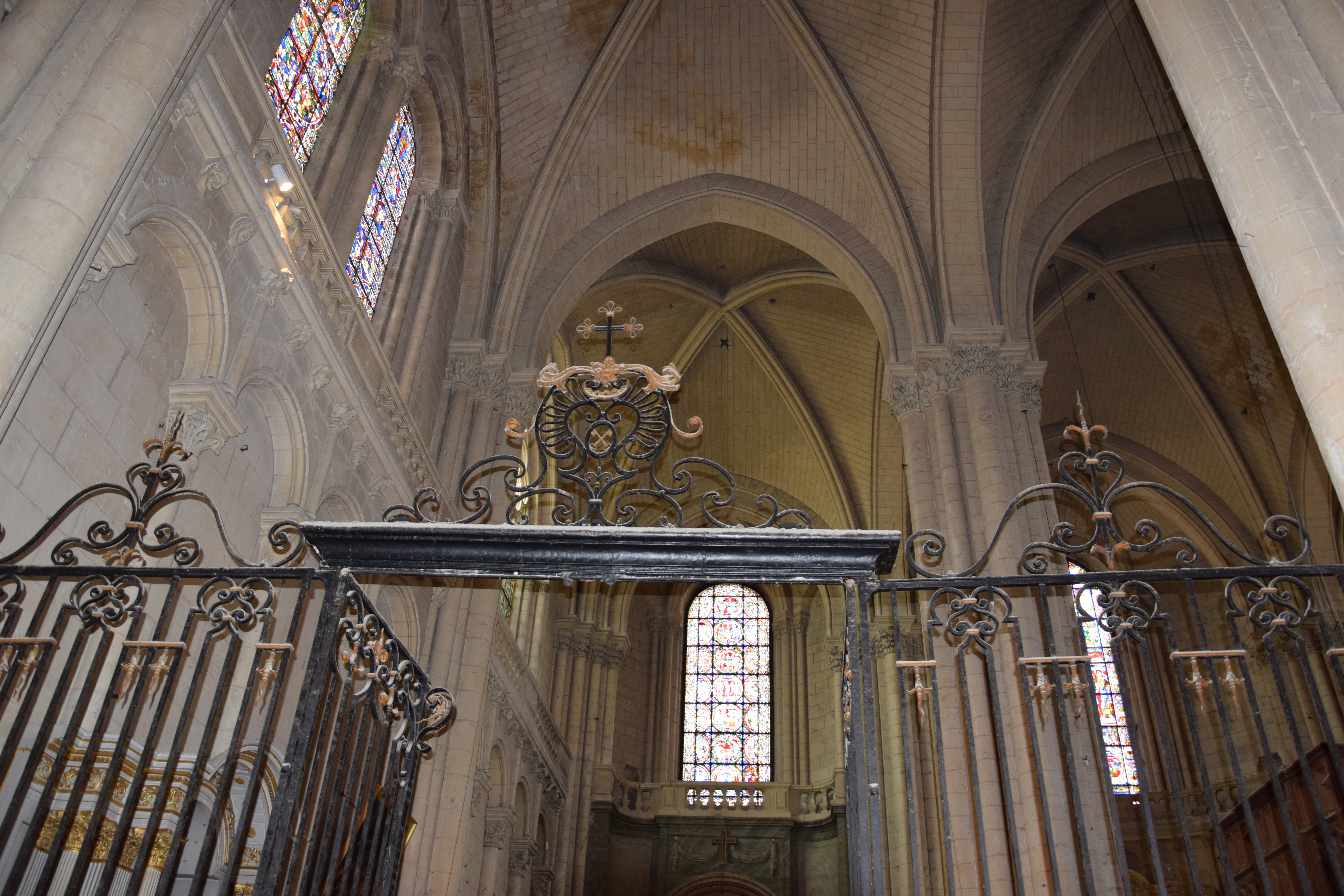
Chor der Kathedrale von Poitiers

Im angevinischen Westfrankreich griff man das Prinzip der Gewölberippen auf, da diese Versteifung es ermöglichte, Gewölbe leichter zu bauen als vorher. Hier entschied man sich für oft mehr der Kuppel abgeleitete Höhenreliefs, sogenannte Domikalgewölbe. Manchmal bestand die Versteifung aus vier Diagonalrippen, oft kamen vier Scheitelrippen hinzu, sodass man achtrippige bzw. achtteilige Gewölbe findet. Die Kathedrale von Angers, Hauptbauphasen 1148–1158 und 1202–1240, entspricht im Grundriss den kuppelngedeckten Bauten von Angoulême, Périgueux und Fontevrauld, hat aber anstelle der Kuppeln Rippengewölbe.
Einen großen ästhetischen Fortschritt bedeutete die Verwendung der Domikalgewölbe anstelle von Tonnengewölben für Hallenkirchen; nun erst wurden die Räume in Querrichtung optisch genau so durchlässig wie in Längsrichtung. Bekanntestes Beispiel ist die Kathedrale von Poitiers, begonnen 1162. Nur wenige ältere Hallenkirchen haben Kreuzgratgewölbe, obwohl Hallen mit Kreuzgratgewölben seit Langem die gängige Bauweise für Krypten waren. 
Vereinzelt ging man daran, das Rippenprinzip auf Tonnengewölbe anzuwenden und auf Kapellen oder Chorschlüsse, die aus Tonne und Halbkuppel bestanden. So entstanden frühe Formen von Netzgewölben.

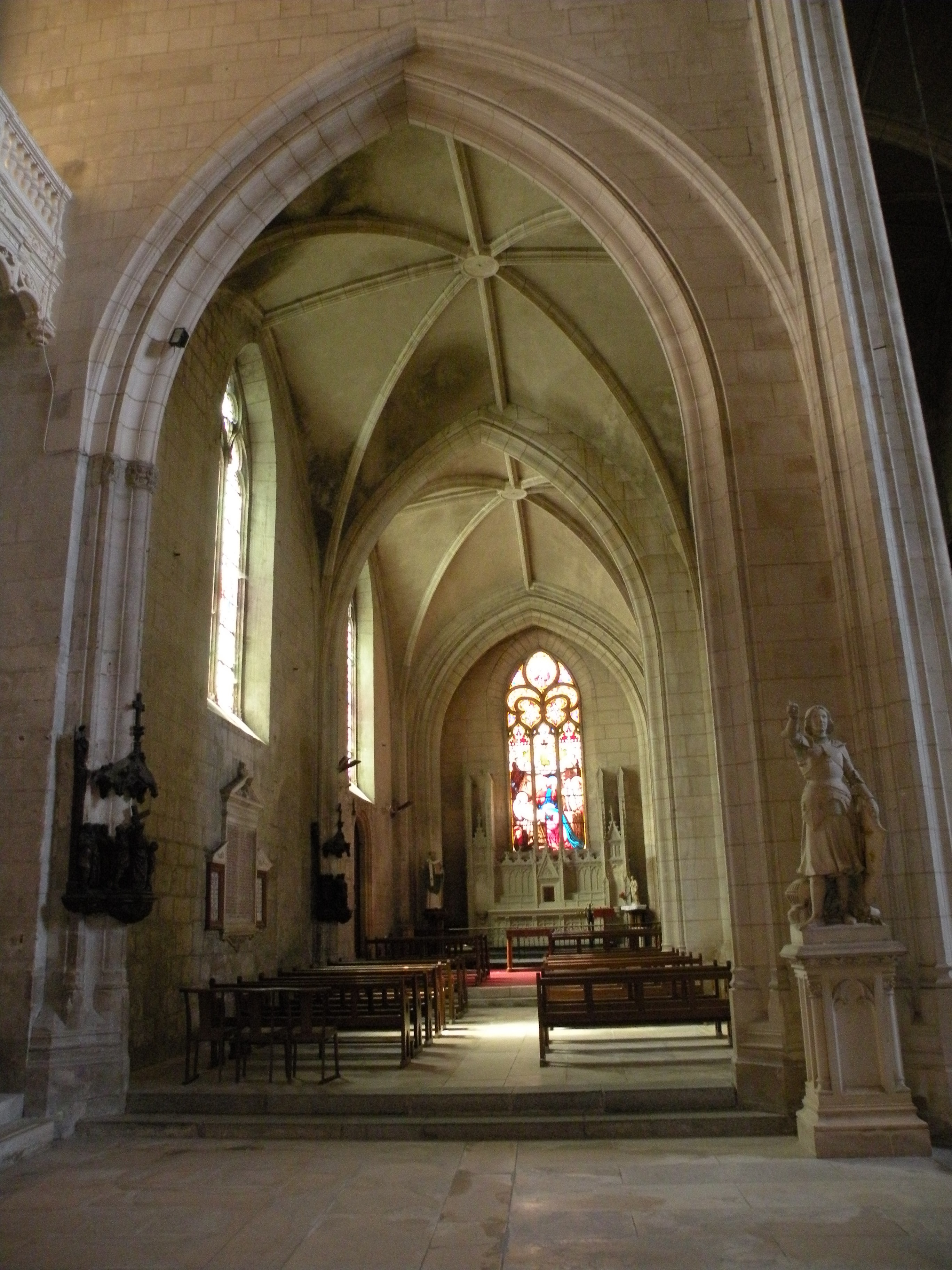
Notre-Dame, 1491–1550, in Niort, angevin-flamboyant

Obwohl die angevinische Gotik im Wesentlichen eine Form der Frühgotik ist, hielt man in ihrem Verbreitungsgebiet noch lange an der Achtrippigkeit fest. Busung und Stich wurden dabei immer weniger. Ein gutes Beispiel ist die 1491–1550 im Flamboyantstil errichtete Kirche Notre-Dame in Niort.

## Wandgestaltung
Die im Vergleich zur Bauweise der Île-de-France steileren Gewölbeflanken erzeugten weniger Seitenschub und erforderten weniger (äußeres) Strebewerk. Die Verbindung von Rippengewölben und Spitzbogenstil war weniger konsequent als dort. Einerseits finden sich schon in der Romanik Westfrankreichs beispielsweise die Spitzbogenblenden beiderseits des Westportals von Notre-Dame la Grande in Poitiers, andererseits haben die ältesten hinsichtlich der Gewölbe gotischen Gebäudeteile nicht nur in der Kathedrale von Poitiers noch Rundbogenfenster.

## Transfer in andere Regionen – „Westfälische“ Gewölbe

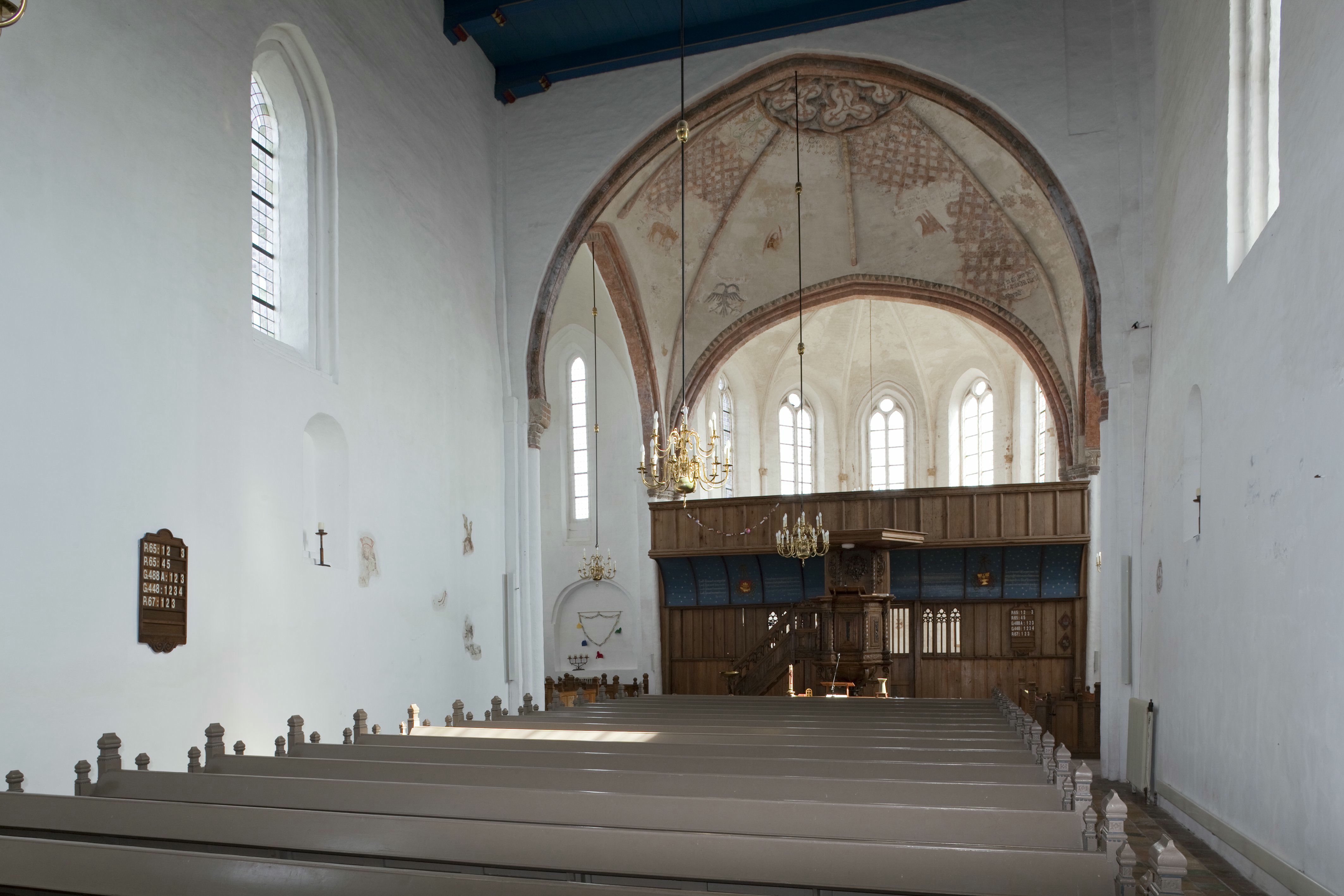
Westfälisches Gewölbe der Holwierder Kirche, Provinz Groningen

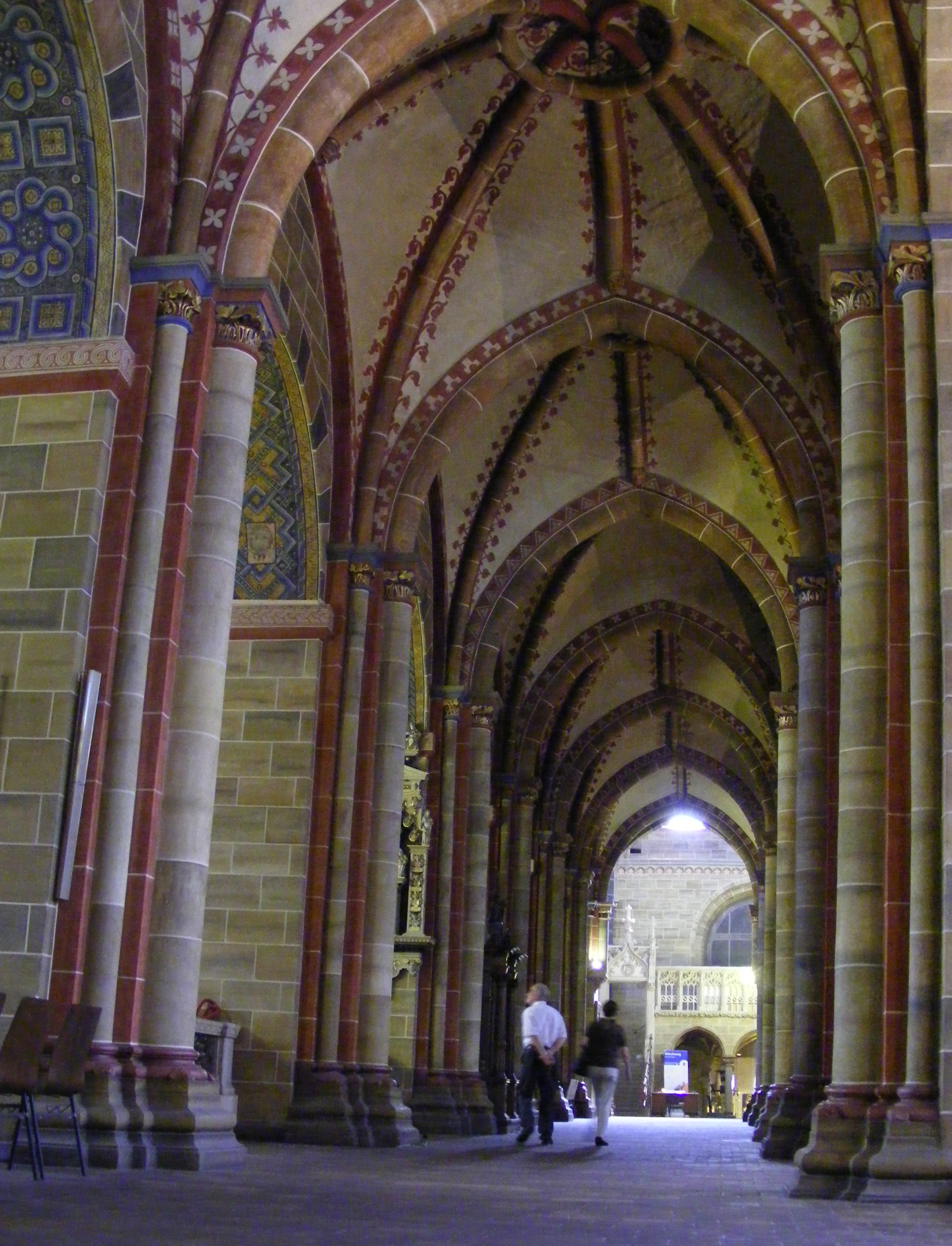
Angevinische Gewölbe im südlichen Seitenschiff des Bremer Doms, um 1225

Ab etwa 1200 wurden Gewölbe nach angevinischem Vorbild in Westfalen errichtet. Als Auslöser wird vermutet, dass Bernhard II. zur Lippe als Gefolgsmann Heinrichs des Löwen diesen vorübergehend ins „englische“ Exil begleitete und dort die Baustelle der Kathedrale von Poitiers besuchte.  Die ersten Beispiele sind die Große Marienkirche in Lippstadt und die Kirche des ZisterzienserKlosters Marienfeld. Beide waren um 1200 äußerlich romanisch. Der Gewölbetyp breitete sich in Norddeutschland und den (damals noch nicht von Norddeutschland abgegrenzten) nördlichen Niederlanden aus und prägte die dortige Frühgotik (in den Niederlanden auch Romano-Gotik mit „melonenförmigen“ „westfälischen Gewölben“). Dabei kam es zu weiteren Entwicklungen: Schon in Marienfeld sind wie das (heute verputzte) Mauerwerk auch die Gewölbeschalen aus Backstein, nur die Rippen aus Sandstein. Ähnlich ist die Materialverwendung in den Gewölben der Bremer Liebfrauenkirche (wohl ab 1220), die als erste gotische Vierstützenhalle Norddeutschlands gilt. Schon Anfang des Jahrhunderts baute man die Stiftskirche Bassum abgesehen von wenigem Zierrat vollständig aus Backstein. Während in Westfrankreich die Gewölbeschalen überwiegend auf Kuff gemauert wurden, verwendete man östlich des Rheins überwiegend zirkuläre Steinlagen. Da dort die meisten Gewölbe verputzt wurden, wirkte sich das aber nur selten auf das Erscheinungsbild aus. Bei vielen Dorfkirchen liegen jedoch die Kämpfer weit unterhalb der halben Raumhöhe, was es allerdings auch bei Höhenreliefs nach dem Muster der Île-de-France gibt.